# Секелер
Секелер (на гръцки: Ποντιάς, Пондиас, старо Ασπρόνερα, Аспронера) е бивше село в Гърция, дем Места (Нестос), административна област Източна Македония и Тракия, днес квартал на град Саръшабан. 

## География
Секелер е разположен северно от центъра на Саръшабан, на надморска височина от 10 метра.

## История

### В Османската империя
В XIX век Секелер е село в Саръшабанска каза на Османската империя, което се е брояло към града.

### В Гърция
В 1913 година селото попада в Гърция след Междусъюзническата война. През 20-те години на XX век турското му население се изселва по споразумението за обмен на население между Гърция и Турция след Лозанския мир и на негово място са заселени гърци бежанци, които в 1928 година са 34 семейства с 95 души, като селището е изцяло бежанско. След това селището е преименувано на Аспронера, а непосредствено преди Втората световна война отново е преименувано на Пондиас, тъй като жителите му са понтийски гърци.
Българска статистика от 1941 година показва 321 жители.
От преброяването от 1961 година се води част от Саръшабан.
Жителите произвеждат тютюн и жито.
| Година    | 1913 | 1920 | 1928 | 1940 | 1951 | 1961 | 1971 | 1981 | 1991 | 2001 | 2011 | 2021 |
| --------- | ---- | ---- | ---- | ---- | ---- | ---- | ---- | ---- | ---- | ---- | ---- | ---- |
| Население |      |      | 140  | 321  | 1486 |      |      |      |      |      |      |      |